# Чепура жовтодзьоба
Чепура жовтодзьоба (Egretta eulophotes) — вид птахів родини чаплевих (Ardeidae).

## Поширення
Вид поширений у Східній Азії. Гніздиться на узбережжі Далекого Сходу Росії, Корейського півострова, а також північно-східного та східного Китаю. Після періоду гніздування мігрує на південь до Японії, Філіппін, Малайзії, Сінгапуру та Індонезії. Найважливішими районами зимівлі є острови Лейте, Бохоль і Себу на Філіппінах, а також малайзійські штати Саравак і Селангор, де, як вважають, зимує від однієї третини до половини світової популяції. Поза сезоном розмноження зустрічається в мілководних лиманах, мулистих берегах і затоках, іноді відвідуючи рисові поля та рибні ставки.

## Опис
Довжина тіла 65–68 см; маса тіла 390—540 г; розмах крил — 1 м. Оперення біле, дзьоб жовтий. Поза сезоном розмноження дзьоб тьмяний, прикоренева частина жовто-персикова. Лори й ноги жовто-зелені, а райдужка жовта. У період розмноження у дорослих формується пишний гребінь, довжина якого іноді перевищує 11 см. У птаха також розвиваються довгі ланцетоподібні пір'я на грудях і спині, що виходять за межі хвоста.